# ولسوالی گوسفندی
ولسوالی گوسفندی یکی از ۷ ولسوالی‌‌‌‌ ولایت سرپل، به مرکزیت شهر اُرتَه‌بوز در شمال افغانستان است. گوسفندی از ولسوالی‌های درجه دوم ولایت سرپل بوده، ۶۵۵ کیلومترمربع مساحت دارد و ششمین ولسوالی بزرگ‌‌ سرپل می‌باشد. این ولسوالی با ۶۴٬۰۳۸ نفر جمعیت در سال ۱۳۹۹، پنجمین ولسوالی پر جمعیت‌ ولایت سرپل است.
این ولسوالی در شرق ولایت سرپل قرار دارد. ولسوالی گوسفندی از شرق با ولایت بلخ هم‌مرز است.

## مردم
اقوام ولسوالی گوسفندی شامل هزاره‌ها، ازبک‌ها و تاجیک‌ها می‌باشد. شغل اکثر مردم کشاورزی و دامداری می‌باشد. در گوسفندی هیچ جادۀ آسفالتی وجود ندارد. ولسوال پیشین گوسفندی غلام‌سخی ویرا بود و اکنون (۱۳۹۸خ) محمد ایوب انصاری ولسوال می‌باشد.

## روستاها
گوسفندی دارای ۴۵ قریۀ می‌باشد که عبارتند از:
صیادها، آبخور، خاسار، سرچشمه، چغتی، پسته، خواجه‌نهان، آب‌دره، اولمه، پاله، شاهمرد، اسماعیل، بولدیان، میرملک، ملکان، غوریچی، ازوم ثقال، کران، کوران، قلاچه، تازیان، قوطنمست، ارتبوز، شیخان، خراسان، تاتار، یولتراب، آلتی‌بای، قلقلعه، الغن، آقگنبد، شکیار، جتمایول، چغدان و کاریز.
در سال ۱۳۹۷ قریۀ چغدان و با چند ماه فاصله قریۀ شکیار این ولسوالی به دست طالبان تصرف گردید و همین امر باعث شده تا قریه‌های مجاور این دو قریه نیز در تهدید بلند امنیتی قرار داشته باشند.
بیشتر مردم این روستاها بعد از تصرف افغانستان توسط طالبان به آلمان ترکیه و ایران مهاجرت کردند.